# Waterproof (Luisiana)
Waterproof es un pueblo ubicado en la parroquia de Tensas en el estado estadounidense de Luisiana. En el Censo de 2010 tenía una población de 688 habitantes y una densidad poblacional de 381,12 personas por km².

## Geografía
Waterproof se encuentra ubicado en las coordenadas 31°48′26″N 91°23′10″O / 31.80722, -91.38611. Según la Oficina del Censo de los Estados Unidos, Waterproof tiene una superficie total de 1.81 km², de la cual 1.81 km² corresponden a tierra firme y (0%) 0 km² es agua.

## Demografía
Según el censo de 2010, había 688 personas residiendo en Waterproof. La densidad de población era de 381,12 hab./km². De los 688 habitantes, Waterproof estaba compuesto por el 8.14% blancos, el 91.86% eran afroamericanos, el 0% eran amerindios, el 0% eran asiáticos, el 0% eran isleños del Pacífico, el 0% eran de otras razas y el 0% pertenecían a dos o más razas. Del total de la población el 0.15% eran hispanos o latinos de cualquier raza.